# أمين المظالم الأوروبي
أمين المظالم الأوروبي هو هيئة مشتركة بين مؤسسات الاتحاد الأوروبي التي تحاسب مؤسسات وهيئات ووكالات الاتحاد الأوروبي، وتعزز الإدارة الجيدة. يساعد أمين المظالم الأشخاص والشركات والمنظمات التي تواجه مشاكل مع إدارة الاتحاد الأوروبي من خلال التحقيق في الشكاوى، وكذلك من خلال النظر بشكل استباقي في القضايا النظامية الأوسع. تتوزع مكاتب أمين المظالم الأوروبي في ستراسبورغ وبروكسل.